# 西千曳站
西千曳站（日语：／ Nishi-Chibiki eki */?）是位於青森縣上北郡東北町大平，南部縱貫鐵道的南部縱貫鐵道線車站（廢站）。

## 概要
此站原本於1910年啟用，當時為東北本線（後來為青森鐵道線）的千曳站。在1962年，南部縱貫鐵道開始駛入該站。
後來在1968年10月1日時間表修正中，東北本線同時電氣化和雙線化。在這個過程，一些地方的走線需要變更。當中，千曳站向東南方遷移。但是由於南部縱貫鐵道當時向日本國有鐵道（國鐵）借用東北本線舊線區間，並連接野邊地站。因此千曳站仍然存在。在遷移車站之際，此站改名為西千曳站。
在1986年，車站向七戶一方遷移。在1997年，南部縱貫鐵道線暫停營業，在2002年，車站被廢除。

## 歷史
- 1910年（明治43年）11月15日 - 鐵道院（國有鐵道）千曳站啟用。
- 1962年（昭和37年）10月20日 - 南部縱貫鐵道開業[1]。
- 1968年（昭和43年）8月5日 - 隨著東北本線遷移走線，千曳站遷移至現地。舊千曳站變成南部縱貫鐵道的西千曳站[1]。
- 1986年（昭和61年）9月16日 - 車站向七戶遷移。
- 1997年（平成9年）5月6日 - 南部縱貫鐵道線暫停營業[2]。
- 2002年（平成14年）8月1日 - 南部縱貫鐵道線廢線，此站也廢除[3]。

## 車站結構
截至車站廢除前，此站是地面車站，設有1面1線的單式月台。此站是無人車站。月台上設有巨大的候車室。
在1986年車站遷移前，車站內還有東北本線時代的車站大樓。站內範圍廣寬，月台可容納很多卡車廂，但是停靠此站的南部縱貫鐵道線只有鐵路巴士（KiHa10形）。
千曳站比較接近村落中心，但是由於該處還有轉多班次的十和田觀光電鐵巴士路線，因此此站較少乘客使用。

## 相鄰車站
南部縱貫鐵道
南部縱貫鐵道線
野邊地－西千曳－後平

## 注腳
1. 1 2  運輸省鐵道監督局監修《民鐵要覧》鐵道圖書刊行會，1979年，13頁
2. ↑   31 (8). 鐵道雜誌社: 104. 1997-08 （日语）.
3. ↑  . RAIL FAN (鐵道友之會). 2002年10月, 49 (10): 22 （日语）.